# Naissance en 868
Naissance
- 864
- 865
- 866
- 867
- 868
- 869
- 870
- 871
- 872

Cette page dresse une liste de personnalités nées au cours de  l'année 868 :
- Choe Eon-wi (en), ministre et calligraphe coréen.
- Ibn Dawoud, juriste iranien zâhirite et poète de langue arabe.
- Théodérade, reine des Francs, par son mariage avec le roi robertien Eudes.
- Xu Jie (en), officier chinois.

## Crédit d'auteurs
- Cet article est partiellement ou en totalité issu de l'article intitulé « 868 » (voir la liste des auteurs).